# Ingrid Bișu
Ingrid Bișu, née le 15 septembre 1987 à Bucarest (Roumanie), est une actrice et productrice roumaine. 
Elle est connue pour son interprétation d'Anca dans le drame Toni Erdmann de Maren Ade (2016).

## Biographie
Ingrid Bișu réside à Los Angeles, en Californie.

## Filmographie partielle

### Comme actrice
- 2005 : BloodRayne : jeune fille
- 2007 : La Nic : Cristina
- 2009 : Slaughter : fille dans le cercueil
- 2009 : Contes de l'Âge d'Or (Amintiri din epoca de aur) : Viviana
- 2009 : Ho Ho Ho : Muscle man's girlfriend
- 2010 : Portrait of the Fighter as a Young Man (Portretul luptatorului la tinerete) : Matilda Jubleanu
- 2010 : Eva : l'amie d'Eva (#1)
- 2010 : Ces amours-là : Amie 2
- 2010 : Periferic (Outbound) : Selena
- 2013 : Roxanne : la petite amie de Victor
- 2013 : I'm an Old Communist Hag (Sunt o babã comunistã) : Coafeza
- 2013 : Zero Theorem (The Zero Theorem) : collègue de travail
- 2013 : Dracula: The Dark Prince : Minerva - Female Prisoner
- 2016 : Toni Erdmann : Anca
- 2016 : Virtual High : Student
- 2018 : The Nun : Sister Oana
- 2021 : Malignant de James Wan
- 2021 : Conjuring : Sous l'emprise du Diable : Jessica

### Auteur
- 2021 : Malignant de James Wan (auteure de l'histoire d'origine et productrice)